# Eunica anna
Espèce
 Eunica anna est une  espèce de lépidoptères (papillons) de la famille des Nymphalidae et de la sous-famille des  Biblidinae et du genre Eunica.

## Dénomination
Eunica anna a été décrite par le naturaliste hollandais Pieter Cramer en 1780, sous le nom initial de Papilio anna.

### Nom vernaculaire
Eunica anna  se nomme Anna Purplewing en anglais.

## Écologie et distribution
Eunica anna est présent dans le bassin de l'Amazone, en Guyane, au Surinam et au Brésil.

### Protection
Pas de statut de protection particulier.